# Teck
Une proposition de fusion est en cours entre Tectona grandis et Teck.
 (décembre 2016).
Améliorez-le ou discutez des points à vérifier. 
Pour l’article ayant un titre homophone, voir TEC.
Cet article possède un paronyme, voir Tech.
Pour les articles homonymes, voir Teck (homonymie).

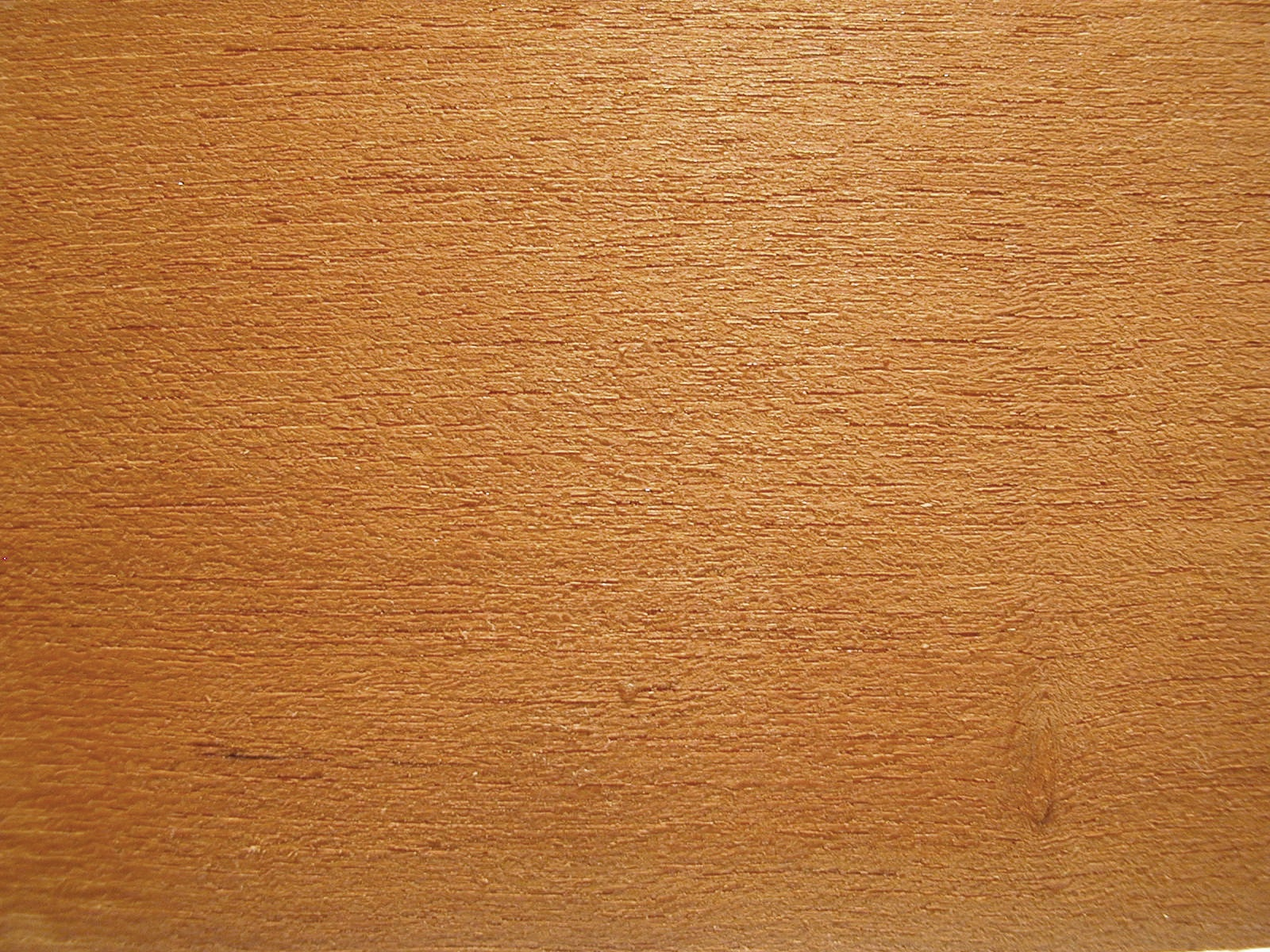
Bois de teck.

Le teck ou tek est un bois tropical. Il provient d'arbres du genre Tectona, de la famille des Verbenaceae selon la classification classique, ou de celle des Lamiaceae selon la classification phylogénétique. Il en existe trois espèces distinctes : T. grandis, T. hamiltoniana et T. philippinensis.
L'espèce la plus commune, Tectona grandis (dit teck d'Indochine), est originaire d'Inde, de Malaisie, du Laos et de Thaïlande. Devenue spontanée dans toute l'Asie, elle est à présent cultivée dans toutes les zones tropicales et subtropicales. Une autre espèce, le teck dahat (Tectona hamiltoniana) est endémique de Birmanie ; il est communément considéré comme le meilleur, étant à la fois très résistant et facile à travailler, et est par conséquent très menacé. La troisième espèce, Tectona philippinensis, endémique des Philippines est également menacée.
Le teck est un bois précieux et imputrescible recommandé pour la fabrication des ponts de bateaux, de meubles de jardin.  Son nom vient du malayalam Thekku.

## Étymologie et origine
Le mot français teck et le mot anglais teak viennent du  portugais teca. Celui-ci a été emprunté vers 1614 au Malayalam tēkku (തേക്ക്). Le mot existe aussi en tamoul tēkku (தேக்கு), Telugu teku (టేకు ), Cinghalais thekka (තේක්ක), Odia ଶାଗୁଆନ et Kannada tega (ತೇಗ) . Au Bangladesh et au Bengale occidental, l'espèce est connue sous le nom de segun (সেগুন). Le teck de la province centrale, le teck indo-népalais et le teck de Nagpur portent le nom de ces régions de l'Inde.
Pour tout l'archipel insulindien, il n'existe qu'un seul nom : « Djati » pour désigner le teck, alors qu’en Inde dont il serait originaire, l'arbre est désigné sous au moins trois noms génériques : « Seg » ou « Sag », « Tekku » ou « Tek » et « Cati » ou « Techati », ce dernier nom étant d'ailleurs celui employé dans la région de Kalinga.
Le teck a très tôt attiré l'attention des naturalistes. Bontius (1592-1631) lui avait donné le nom de Quercus indica, chêne indien, sans doute parce qu'il lui avait trouvé des qualités similaires au chêne. D'autres auteurs le désignent sous le nom de « chêne de Malabar » ou des Indes. Rheede de Drakenstein le décrit sous le nom de Theka dans son Hortus indiæ Malabaricus qui parait vers la fin du XVIIe siècle. Rumphius nomme le teck, « jatus »ou « kiate » dans son livre intitulé Het Amboinsche kruidboek. Linné enfin le fait connaître sous le nom de Tectona grandis.
L'aire de répartition ancienne du Teck englobe l'Inde, la Birmanie, le Siam, à Java et certaines des petites îles de la Sonde. Selon Altona (1922), le teck aurait été introduit à Java vers l’an 200 par des Indiens adeptes de Vishnu pour lesquels le teck était sacré.

## Biologie
Il nécessite de 1,20 m à 3,00 m de pluie par an (voire plus) avec une alternance marquée de saisons humides et de saisons sèches. Des températures minimales avoisinant les 15 °C pour des maximales autour de 41 °C et un maximum de 1 000 mètres d'altitude. Les sites accidentés lui conviennent bien pourvu que le terrain soit bien drainé avec des alluvions profondes et dans un environnement ressemblant à son environnement naturel ; il présente de très bons résultats en culture industrielle. Les premières plantations sont recensées au VIIe siècle en Indonésie où elles semblent s'imposer à partir du XIVe siècle. Dès le XVIIe siècle, les plantations se multiplient avec succès en Asie. Au début du XXe siècle, des graines d'Inde et de Birmanie traversent les océans pour les plantations d'Afrique et d'Amérique tropicales.

## Sylviculture
Les tecks sont des essences d'arbres caduc à croissance lente ou rapide, selon les circonstances.
Son tronc est droit et cylindrique et peut atteindre un diamètre de 1,5 m pour une hauteur de 27 à 30 m avec 10 à 20 m sous branches et un houppier arrondi pouvant culminer à 46 m.
Les très grandes feuilles du teck sont opposées et mesurent 30 à 60 cm de longueur. Elles sont larges-elliptiques de 20 à 35 cm et veloutées. Les feuilles tombent pendant la saison sèche.
Il fleurit chaque année de juin à septembre à partir de l'âge de 20 ans. Les petites fleurs sont groupées en cyme, blanches, odorantes dans des panicules dressées longues d'environ 40 cm.
Le fruit est une drupe ronde et comestible de 1 cm de diamètre produite en abondance avec quatre valves et de une à trois graines. Les graines peuvent rester en dormance pendant de nombreuses années avant de germer.

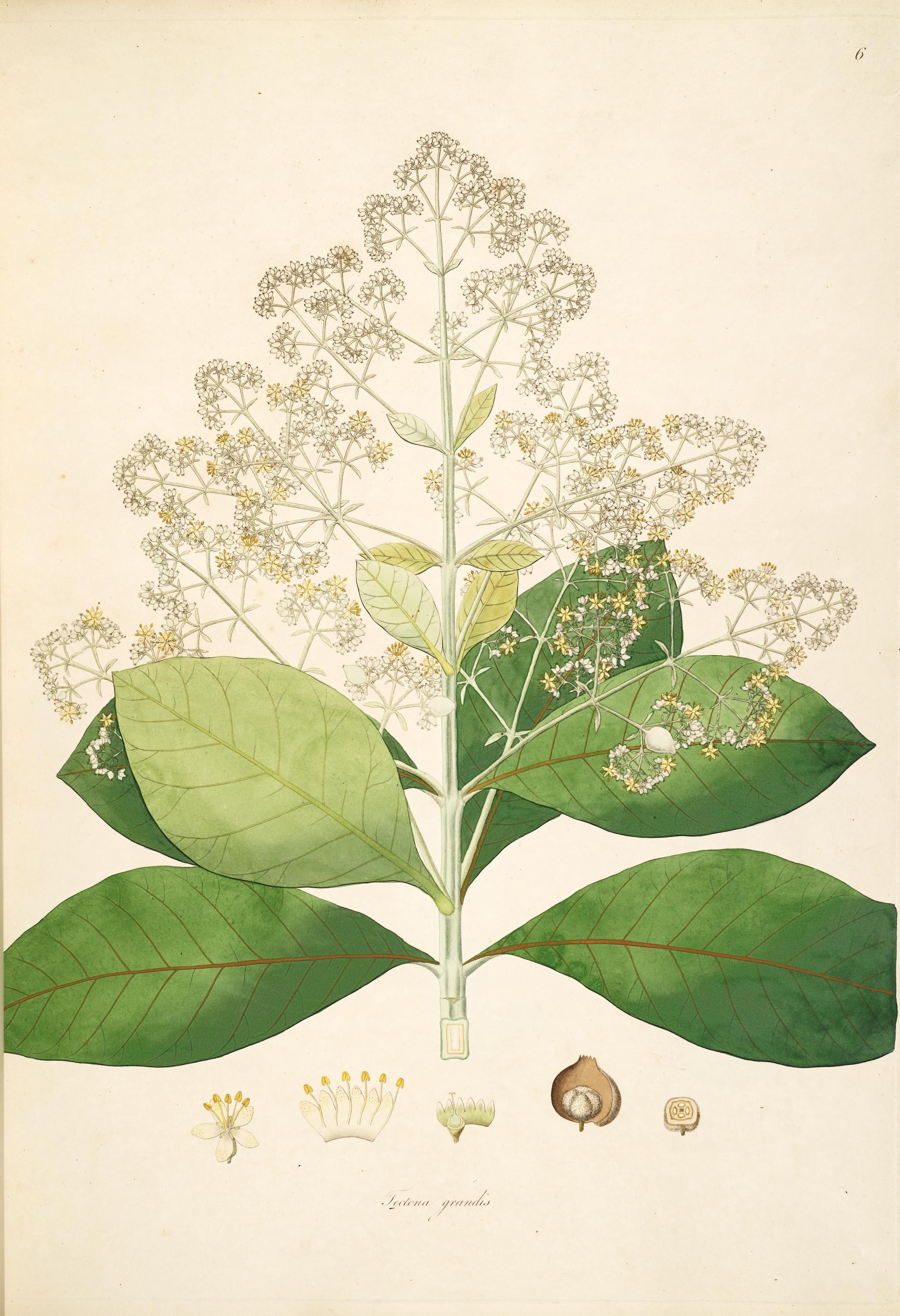
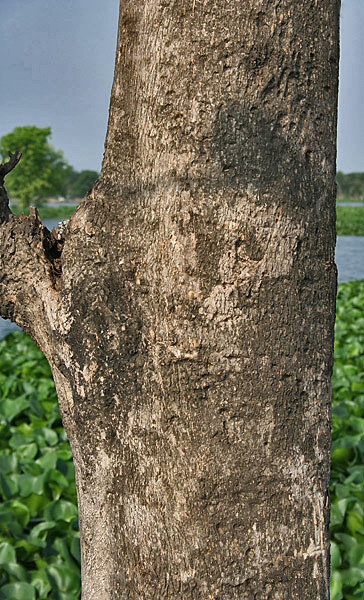
Tronc.
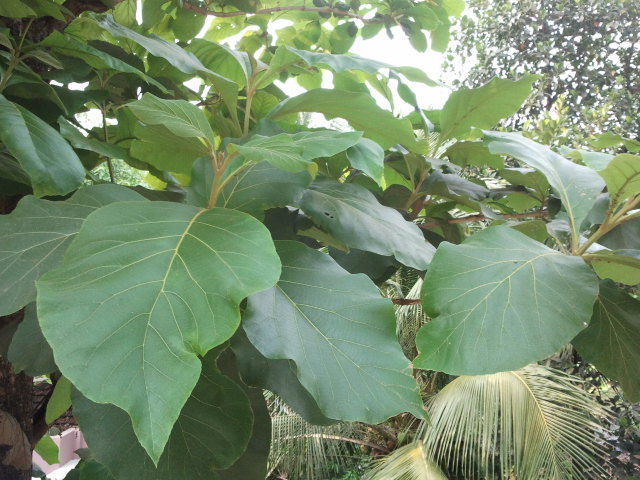
Feuilles.
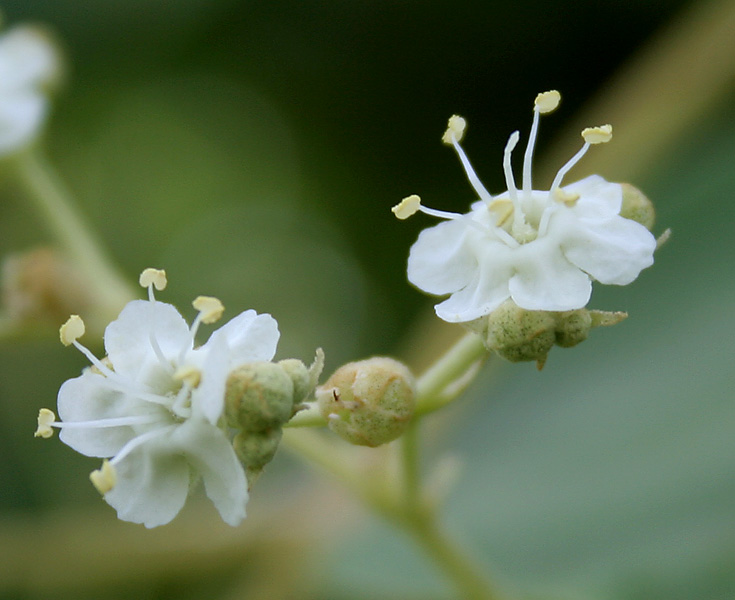
Fleurs, Andhra Pradesh, Inde
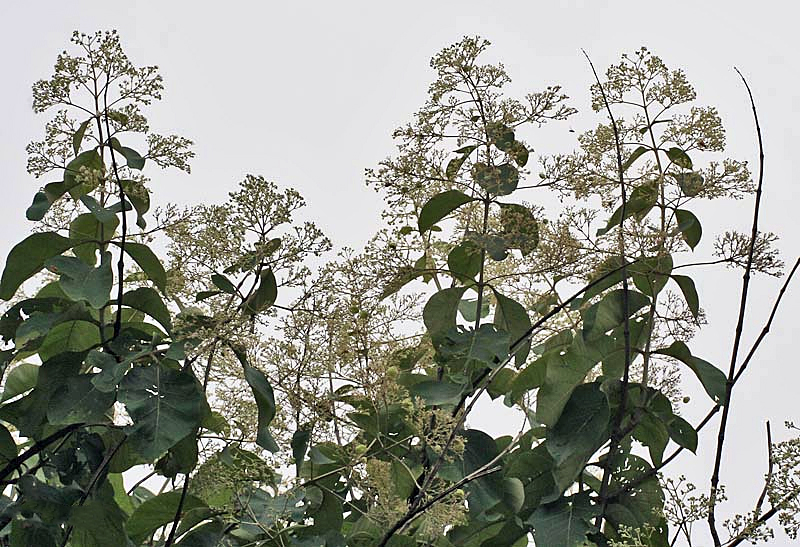
Feuilles, fleurs et fruits, Bengale-Occidental, Inde.

## Bois
La couleur du bois varie de jaune pâle à bronze ou beige rougeâtre au veinage sombre. L'aubier est blanc. C'est un bois mi-dur, qui se travaille facilement.
Sa masse volumique est de 600 à 800 kg m−3.
Les fibres sont droites et rigides au grain serré et permettent une finition très lisse. Il contient une oléorésine naturelle qui le rend extrêmement résistant aux agressions climatiques. Il n'est attaqué ni par les insectes ni, chose exceptionnelle, par les termites, sauf au niveau de l'aubier. Une caractéristique unique fait que le teck ne provoque pas de corrosion ni d'oxydation du métal à son contact.

## Plante hôte
Le teck est utilisé comme plante alimentaire par les larves de papillons du genre Endoclita, compris E. aroura, E. chalybeatus, E. damor, E. gmelina, E. malabaricus, E. sericeus et E. signifer et d'autres lépidoptères, compris le noctuelle des moissons .

## Exploitation

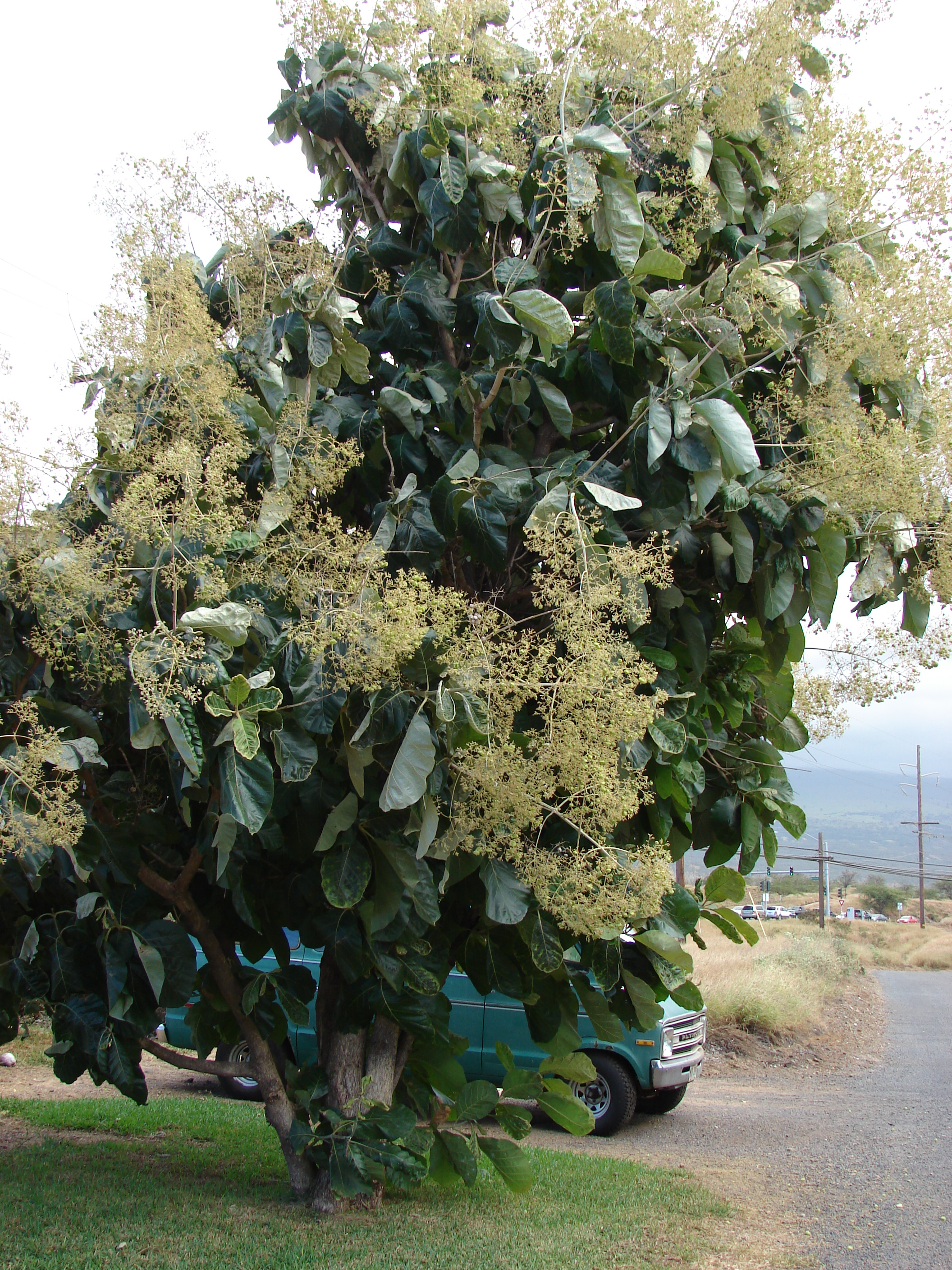
Un spécimen de Tectona grandis planté en ornement.

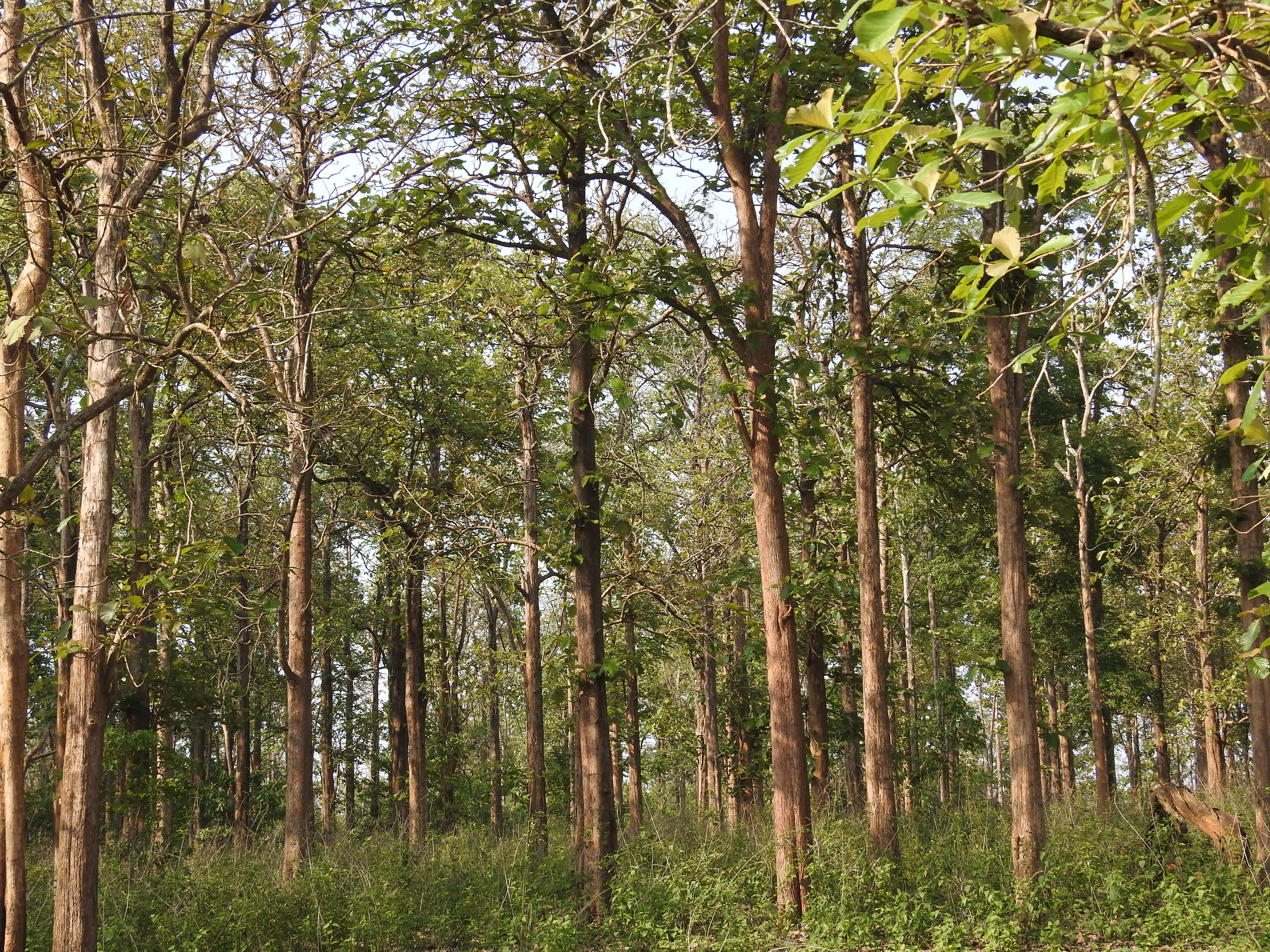
Forêt plantée de Teck (teckaie). Karnataka. Inde

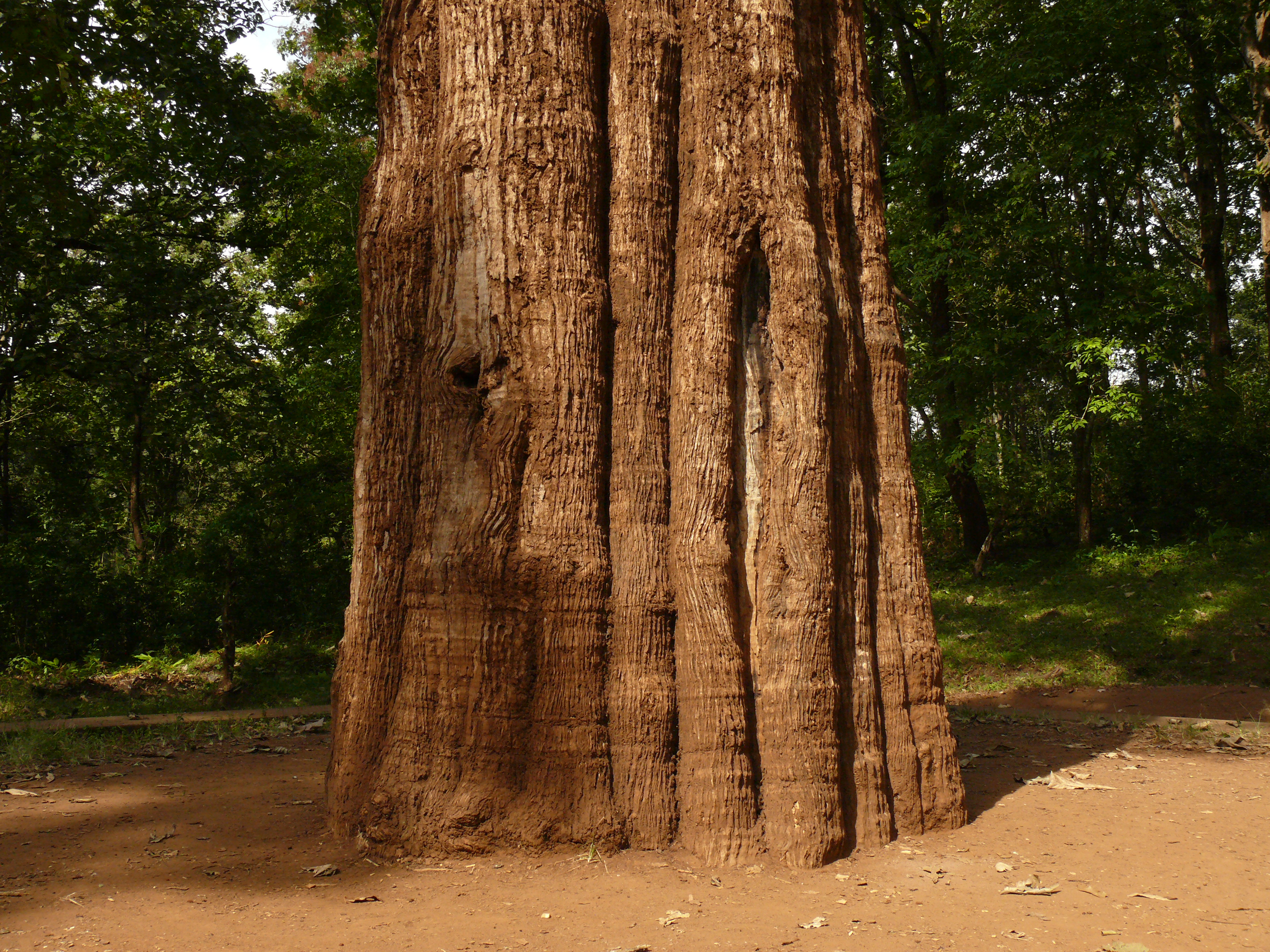
Kannimara Teak.. Inde

En raison de la disparition ou la protection des forêts naturelles d’Asie, dont provient originellement le teck, le bois exploité par l'industrie provient essentiellement de plantations. En 2015, 6 millions d'hectares sont ainsi exploités dans une « trentaine de pays tropicaux » : « L’Asie compte, à elle seule, 5,6 millions d’hectares de plantations, en Inde, en Indonésie et en Thaïlande. Les surfaces plantées sur les autres continents sont moindres : 256 000 hectares en Afrique (Nigeria et Côte d’Ivoire) et 133 000 hectares en Amérique latine et dans la Caraïbe (Brésil et Costa Rica, principalement) ».
Les TeakFond sont des fonds d'investissement dans des plantations de teck, généralement en Amérique centrale et du Sud.

## Utilisations
La haute teneur en huile, la haute résistance à la traction et le grain serré du teck le rendent particulièrement approprié là où la résistance aux intempéries est souhaitée. Il est utilisé dans la fabrication de meubles d'extérieur et de ponts de bateaux. Il est également utilisé pour les planches à découper, les sols intérieurs, les comptoirs et comme placage pour les finitions intérieures. Bien que facile à travailler, il peut provoquer de graves émoussements sur les outils tranchants en raison de la présence de silice dans le bois. Avec le temps, le teck peut devenir gris argenté, surtout lorsqu'il est exposé au soleil.
Le teck est largement utilisé en Inde pour fabriquer des portes et des cadres de fenêtres, des meubles, des colonnes et des poutres dans des maisons de type ancien. Il résiste aux attaques de termites et aux dommages causés par d'autres insectes. Le teck mature va chercher un très bon prix. Il est largement cultivé par les services forestiers de différents États dans les zones forestières.
Les feuilles de l'arbre de teck sont utilisées dans la fabrication de Pellakai gatti (boulette de jacquier), où la pâte est versée dans une feuille de teck et cuite à la vapeur. Ce type d'utilisation se trouve dans le district côtier d' Udupi dans la région de Tulu Nadu (en) en Inde du Sud. Les feuilles sont également utilisées dans le gudeg (en), un plat de jeunes jacquiers fabriqué dans le centre de Java, en Indonésie, et donnent au plat sa couleur brun foncé.

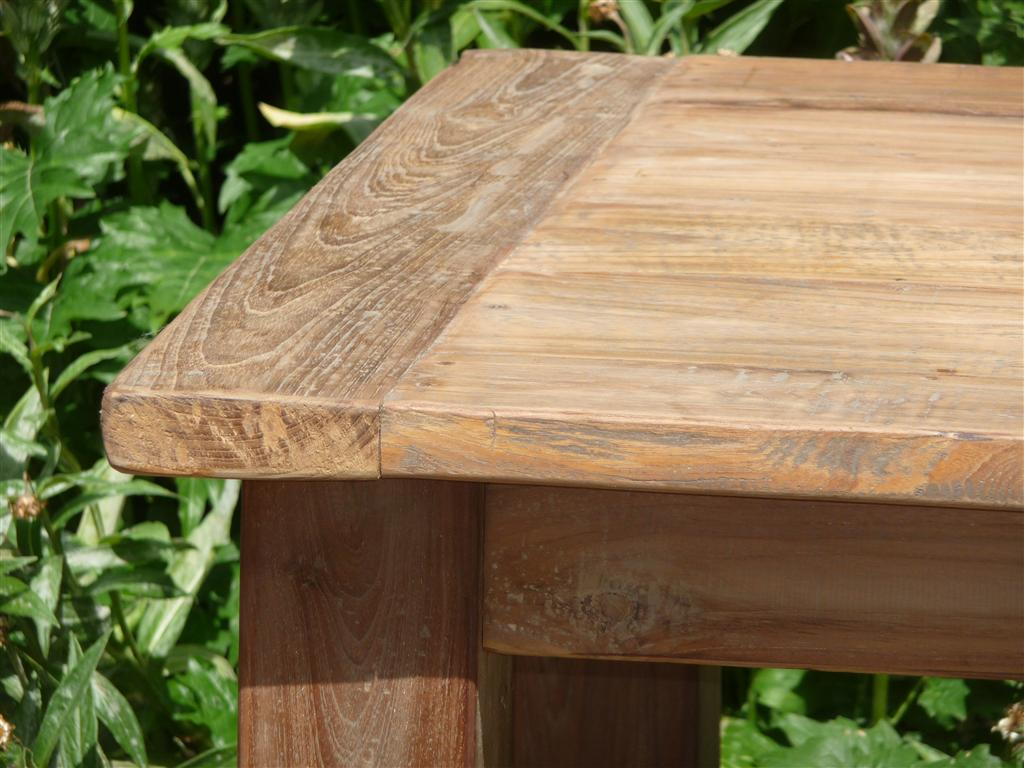
Table en teck
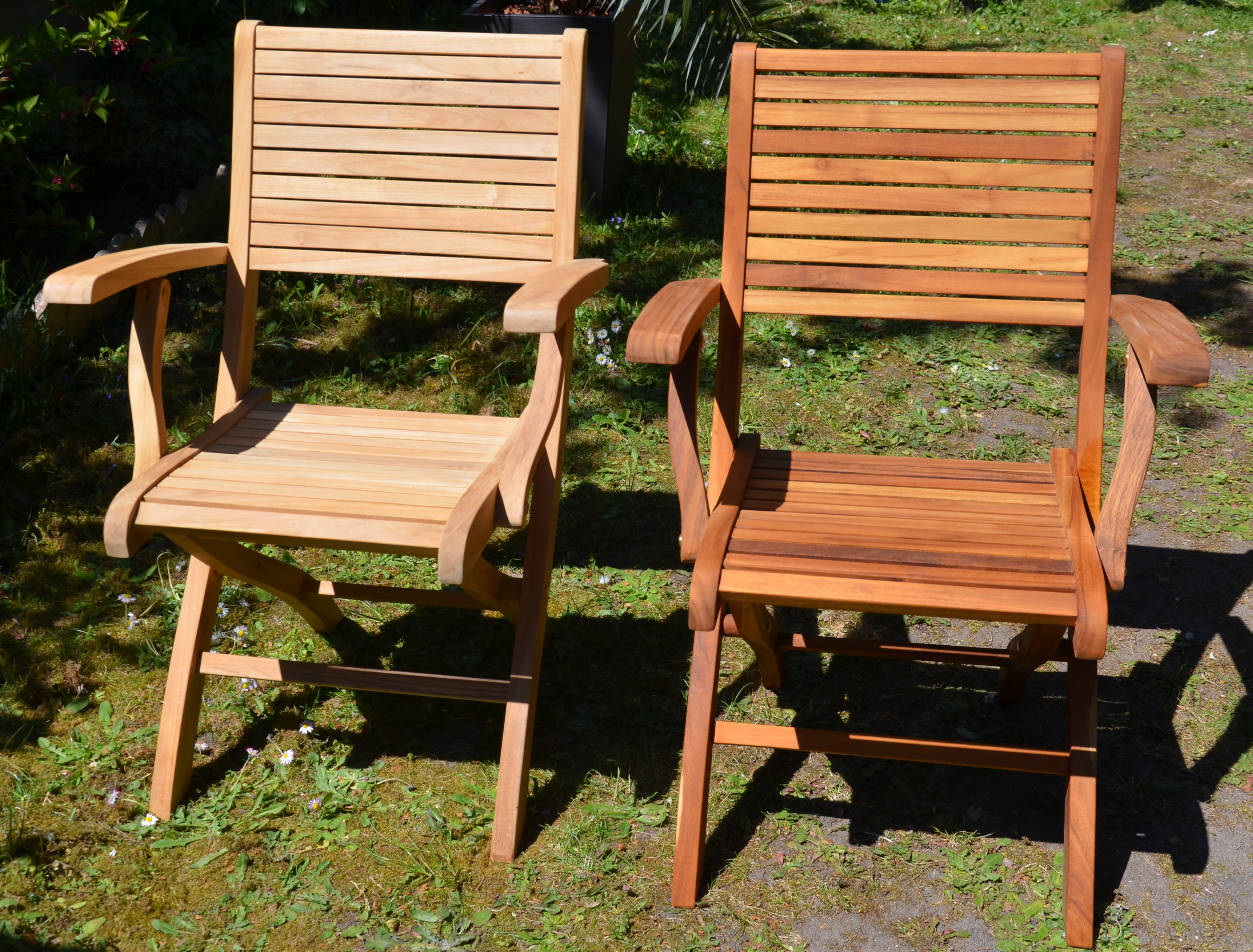
Deux fauteuils de jardin en teck. L'un brut et l'autre huilé.
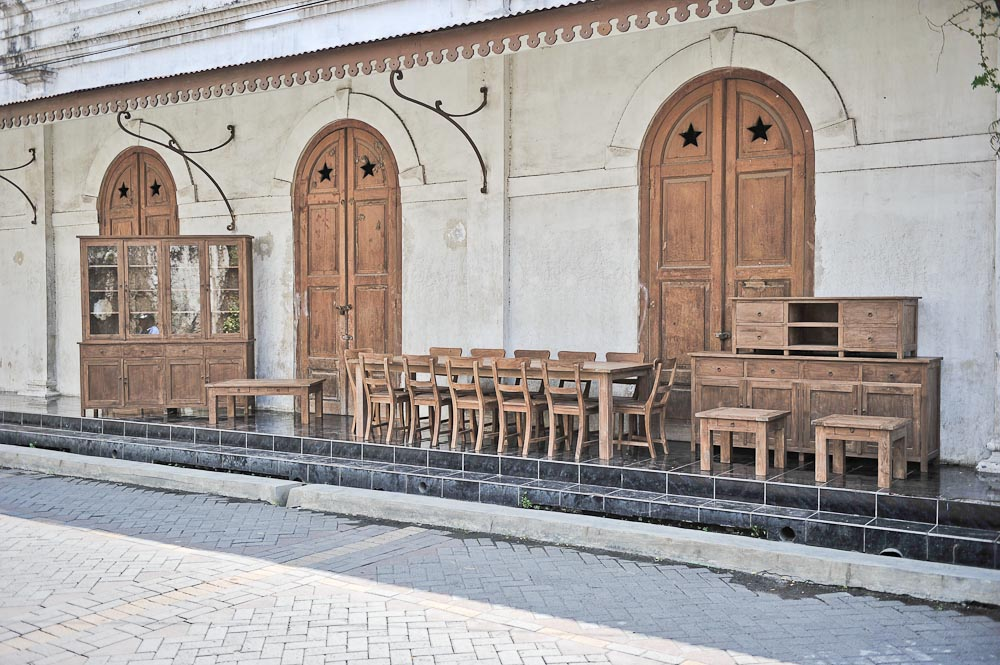
Mobilier en teck vieux centre de Semarang, Indonésie.

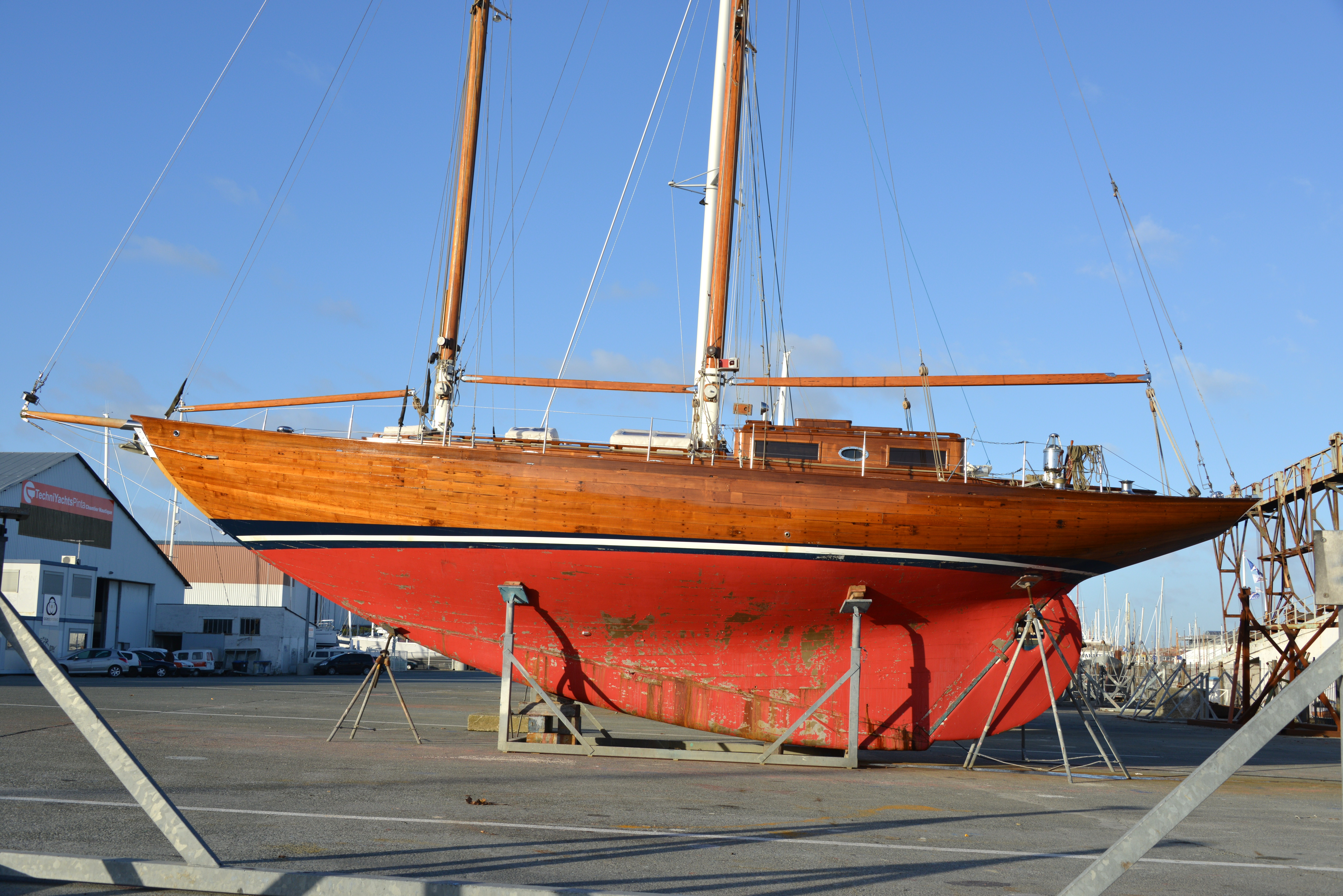
Goélette La Gaillarde, en teck

L'ébénisterie apprécie son grain serré et fin. Ses propriétés en font un bois particulièrement apprécié pour la construction navale depuis la fin du XVIIe siècle.
Il est utilisé couramment pour la construction de meubles et parquets surtout d'extérieur, d'appareillages industriels, de ponts.
Il fait partie des matières propres à la fabrication du didgeridoo. Ses feuilles peuvent être utilisées dans la fabrication de bols, plats, ombrelles, teinture pour tissus...
La ligne ferroviaire Bombay-Madras était notoirement soutenue par des traverses en teck ayant nécessité l'abattage de 200 000 arbres.
Le teck est de classe d'emploi 4 (« en contact avec le sol ou l'eau douce ») d'après la norme NF EN 335-2.

### Construction de bateaux

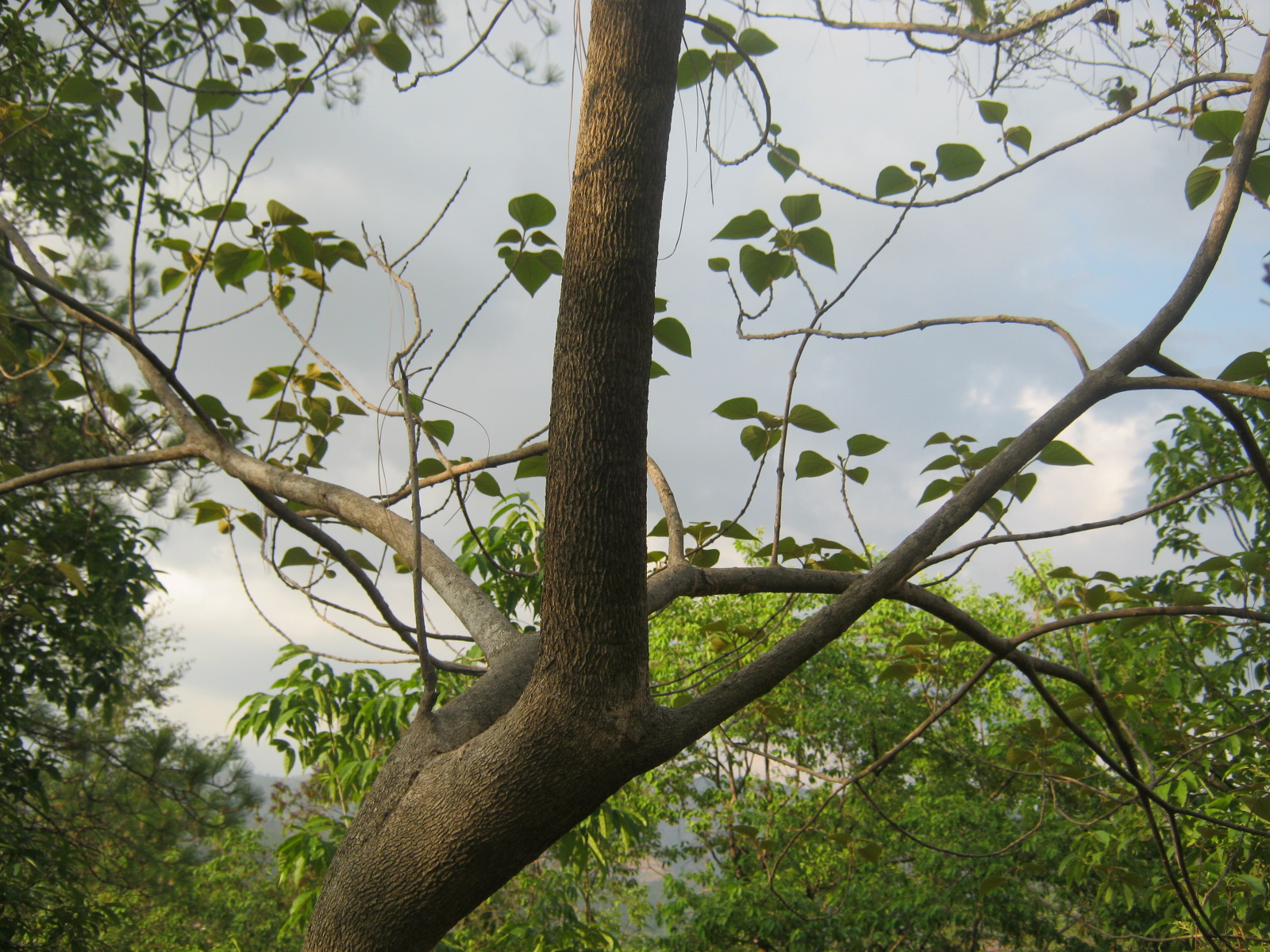
Teck dans la vallée de Panchkhal au Népal

Le teck est utilisé comme matériau de construction de bateaux depuis plus de 2000 ans (il a été trouvé dans une fouille archéologique à Bérénice Panchrysos, un port sur la route commerciale romaine indienne). Se révélant indispensable pour la construction navale, le teck était très prisé par les marines coloniales: par les Britanniques sur la Côte de Kanara en Inde, en Birmanie après la Première guerre anglo-birmane (en); en Indonésie par la VOC néerlandaise, particulièrement à Java à partir de 1620. A Java un système de travail forcé, le Blandong est instauré pour l'extraire des forêts jusqu’aux chantiers de marine.
En plus de résistance relativement élevée, le teck est très résistant à la pourriture, champignons et moisissure. De plus, le teck a un taux de retrait relativement faible ce qui le rend excellent pour les applications où il subit des changements périodiques d'humidité. Le teck a les propriétés inhabituelles d'être à la fois un excellent bois de charpente, pour l'ossature, le bordage, etc., tout en étant facile à travailler, contrairement à certains autres bois similaires tels que peltogyne, et à finir à un degré élevé. Pour cette raison, il est également apprécié pour les travaux de finition intérieure des bateaux. En raison de la nature huileuse du bois, il faut veiller à bien préparer le bois avant de le coller.
Lorsqu'il est utilisé sur des bateaux, le teck est également très flexible dans les finitions qui peuvent être appliquées. Une option consiste à ne pas utiliser de finition du tout, auquel cas le bois s'altérera naturellement en un agréable gris argenté. Le bois peut également être huilé avec un agent de finition tel que l' huile de lin ou de tung. Il en résulte une finition agréable et quelque peu terne[réf. nécessaire]. Enfin, le teck peut également être verni pour une lueur profonde et brillante. [réf. nécessaire] .
Le teck est également largement utilisé dans les ponts de bateaux, car il est extrêmement durable et nécessite très peu d'entretien. Le teck a tendance à s'user d'abord sur les cernes de croissance «d'été» plus doux, formant une surface naturelle «antidérapante». Tout ponçage n'est donc que néfaste. L'utilisation de produits de nettoyage, d'huiles ou de préservateurs modernes raccourcira la durée de vie du teck, car il contient de l'huile de teck naturelle à une très petite distance sous la lasure. Les experts des bateaux en bois ne laveront le teck qu'avec de l'eau salée et le calfateront au besoin. Ce qui nettoie le bordage et l'empêche de sécher et le bois de rétrécir. Le sel l'aide à absorber et à retenir l'humidité, et empêche toute moisissure et croissance d'algues. Un entretien excessif, tel que le nettoyage du teck avec des produits chimiques agressifs, peut raccourcir sa durée de vie utile en tant que pont.

## Culture
- Teck de Moulmein
- Plantation de teck (en)
- Temple en teck